# Bartolomeo Bacilieri
Bartolomeo Bacilieri (ur. 28 marca 1842 w Breonio, zm. 14 lutego 1923 w Weronie) – włoski duchowny katolicki, biskup Werony, kardynał.

## Życiorys
Ukończył seminarium w Weronie, święcenia kapłańskie przyjął 17 grudnia 1864 w Rzymie; kontynuował następnie studia w rzymskim Collegio Capranica, gdzie uzyskał tytuł doktora teologii. W latach 1868–1888 był wykładowcą seminarium w Weronie (1878–1888 także rektorem seminarium), w 1878 otrzymał godność kanonika miejscowej kapituły katedralnej. 1 czerwca 1888 został mianowany biskupem-koadiutorem Werony (z prawem następstwa); otrzymał biskupią stolicę tytularną Nisa, a sakry udzielił mu 10 czerwca 1888 kardynał Mariano Rampolla del Tindaro (sekretarz stanu). W kwietniu 1900 Bacilieri został biskupem ordynariuszem Werony.
15 kwietnia 1901 Leon XIII wyniósł go do godności kardynalskiej, nadając tytuł prezbitera San Bartolomeo all'Isola. Kardynał Bacilieri uczestniczył w trzech kolejnych konklawe – 1903, 1914 i 1922. Zmarły w wieku 81 lat Bacilieri został pochowany w katedrze w Weronie.